# Lucas Neff
Pour les articles homonymes, voir Neff.
Lucas Neff, né le 7 novembre 1985 à Chicago, dans l'Illinois, est un acteur américain.
Il est surtout connu pour son rôle de James « Jimmy » Chance dans la série télévisée Raising Hope.

## Biographie
Lucas Neff est né le 7 novembre 1985 à Chicago, Illinois (États-Unis).
Il est diplômé de l'Université de l'Illinois à Chicago en 2008.

## Filmographie

### Cinéma

#### Longs métrages
- 2010 : Amigo de John Sayles : Shanker
- 2011 : In Memoriam de Stephen Cone : Jay
- 2015 : Glitch de Daniel Doherty : Will
- 2016 : Slash de Clay Liford : Le dragon
- 2016 : Fear, Inc. de Vincent Masciale : Joe Foster
- 2016 : I Love You Both de Doug Archibald : Andy
- 2019 : Marriage Story de Noah Baumbach : Pablo
- 2019 : Married Young de Daniel Kaufman : Michael
- 2022 : Low Life de Tyler Michael James : Jason

#### Courts métrages
- 2013 : Delicious Ambiguity de Justin Michael Canel : Ashley
- 2015 : Jim and Helen Forever de Jesse Zwick : David
- 2015 : We Know You Have a Choice d'Eric Simonson : Trent
- 2017 : Cock N' Bull 2 de Nathan Adloff : Josh
- 2018 : The Attempt d'Andy Landen : Cole

### Télévision

#### Séries télévisées
- 2009 : The Beast : Un agent
- 2010 - 2014 : Raising Hope : James "Jimmy" Chance
- 2015 : F'd : Brad
- 2017 : Downward Dog : Jason
- 2017 : Ballers : Dave
- 2018 - 2021 : Baymax et les Nouveaux Héros (Big Hero 6: The Series) : Brad /Noodle Burger Boy / Un policier (voix)
- 2019 : American Princess : David Poland
- 2019 - 2020 : Carol's Second Act : Caleb Sommers
- 2020 - 2021 : Nico Nickel le camion poubelle (Trash Truck) : Donny (voix)
- 2021 - 2024 : Monstres et Cie : Au travail (Monsters at Work) : Duncan (voix)
- 2022 : The Handmaid's Tale : La Servante écarlate (The Handmaid's Tale) : Ryan Wheeler
- 2023 : Hamster et Gretel (Hamster & Gretel) : Billy (voix)
- 2023 - 2024 : Power Book III: Raising Kanan : Paul Sutton
- 2025 : À l'aube de l'Amérique (American Primeval) : Capitaine Edmund Dellinger
- 2025 : Famille en réparation (Shifting Gears) : Jimmy

### Producteur exécutif
- 2014 : Lay in Wait de Jonathan Ade (court métrage)
- 2015 : Glitch de Daniel Doherty
- 2015 : Unknown Unknown d'Ed Flynn (court métrage)